# Carbonifer
| Perioada Carbonifer Acum 358.9–298.9 milioane de ani PreЄ Є O S D C P T J K Pg N | |
| Conținut mediu de O2 atmosferic pe durata perioadei                              | c. 32.3 vol % (162 % din nivelul modern)                                                                                          |
| Conținut mediu de CO2 atmosferic pe durata perioadei                             | c. 800 ppm (3 ori nivelul preindustrial)                                                                                          |
| Temperatura medie a suprafeței pe durata perioadei                               | c. 14 °C (0 °C deasupra nivelului modern)                                                                                         |
| Nivelul mării (peste cel actual)                                                 | A căzut de la 120 m la nivelul actual în tot Mississippian, apoi s-a ridicat constant la aproximativ 80 m la sfârșitul perioadei. |

Carboniferul se referă la o perioadă geologică a erei paleozoice, care se întinde de la sfârșitul Devonianului, acum 359,2 ± 2,5 milioane de ani, până la începutul Permianului, acum 299,0  ± 0,8 milioane de ani.
Această perioadă este caracterizată de primii copaci mari. Viața marină este bogată în crinoizi și alte specii de echinoderm. Branhiopodele sunt abundente. Trilobiții s-au împuținat.  Pe uscat există o populație variată de plante. Vertebratele terestre cuprind amfibienii mari și reptilele timpurii.
După răcirea inițiată în timpul Devonianului, temperatura rămâne caldă, în ciuda unei rate de CO2 estimate la 0,9%  - de treizeci de ori mai mare decât cea din secolul al XIX-lea. În a doua parte a Carboniferului clima se răcește din nou.  Megacontinentul Gondwana, în latitudinile înalte ale emisferei sudice, este parțial acoperită de gheață, o glaciație care continuă în Permianul timpuriu. Megacontinentul Laurussia este situată la latitudini joase și este puternic afectată de răcire.
Impactul primelor păduri a fost deosebit de semnificativ - în Carbonifer nu existau organisme care să poată descompune lignina din lemn, din acest motiv pădurile bătrâne au fost îngropate sub sol împreună cu carbonul pe care îl extrăseseră din atmosferă. În timp ele s-au fosilizat și au devenit zăcămintele de cărbune actuale.